# Скот Уилсън
Скот Уилсън (на английски: Scott Wilson) (29 март 1942 г. – 6 октомври 2018 г.) е американски актьор.  Участва във филми като „Среднощна жега“, „Великият Гетсби“, „Пърл Харбър“ и „Джунбъг“. От 2001 до 2006 участва в „От местопрестъплението“ с периодичната си роля на бащата на Катрин Уилоус – Сам Браун, а от 2011 до 2014 г. играе ролята на Хършъл Грийн в „Живите мъртви“.
На 6 октомври 2018 г. е потвърдено, че той ще се завърне към ролята си на Хършъл в деветия сезон на „Живите мъртви“. По-късно същия ден става ясно, че Уилсън е починал на 76 години от левкемия.

## Филмография

### Филми
- 1967: „Среднощна жега“
- 1974: „Великият Гетсби“
- 1985: „Пилотът“
- 1990: „Заклинателят 3“
- 1990: „Млади стрелци 2“
- 1993: „Плът на раздора“
- 1995: „Съдия Дред“
- 1997: „Редник Джейн“
- 2001: „Животното“
- 2001: „Пърл Харбър“
- 2003: „Чудовище“
- 2003: „Последният самурай“
- 2005: „Джунбъг“
- 2007: „Хем боли, хем сърби“
- 2007: „Големият Стан“

### Телевизия
- 1986: „Зоната на здрача“
- 2000: „Досиетата Х“
- 2001 – 2006: „От местопрестъплението“
- 2003: „Ченге в пола“
- 2005: „Закон и ред“
- 2011: „Праведен“
- 2011 – 2018: „Живите мъртви“
- 2014 – 2015: „Бош“